# 細田昌志
細田 昌志（ほそだ まさし、1971年〈昭和46年〉11月18日 - ）は、日本のリポーター・司会者・放送作家・ノンフィクション作家。岡山県生まれ。

## 来歴

### 幼少から番組制作時代
生後1週間で鳥取市に移住した。
1990年（平成2年）に鳥取城北高等学校を卒業し、大阪で田中正悟の経営する中華料理店「西遊記」でアルバイトをした。
1994年（平成6年）に上京した。
1997年（平成9年）から『サムライTV』にリポーターとして出演した。
1998年（平成10年）、初の格闘技情報番組『格闘ジャングル』のメインキャスターを務めた。
2000年（平成12年）、放送作家としてのキャリアをスタートさせた。主な担当番組は『5時に夢中!』。
2020年（令和2年）に一切の番組を降板した。

### ノンフィクション作家として
2021年（令和3年）、『沢村忠に真空を飛ばせた男：昭和のプロモーター・野口修評伝』（新潮社）で、講談社本田靖春ノンフィクション賞を受賞した。本作は、書き上げるまでに約10年の歳月を費やした、縦二段組みで約560ページの大著である。
2024年（令和6年）、『力道山未亡人』で、第30回小学館ノンフィクション大賞を受賞した。力道山の妻だった田中敬子の後半生を描く。　

## 著書
- 『坂本龍馬はいなかった：歴史ミステリー』彩図社、2012年9月。ISBN 978-4883928811。 - 細田マサシ名義。
- 『ミュージシャンはなぜ糟糠の妻を捨てるのか？』イースト・プレス<イースト新書>、2017年10月。ISBN 978-4781650920。
- 『沢村忠に真空を飛ばせた男：昭和のプロモーター・野口修評伝』新潮社、2020年10月。ISBN 978-4103536710。
- 『力道山未亡人』小学館、2024年6月。ISBN 978-4-09-389161-5。
- 『格闘技が紅白に勝った日　2003年大晦日興行戦争の記録』講談社、2024年12月19日。ISBN 978-4065379264。